# Mitrephora multifolia
Mitrephora multifolia är en kirimojaväxtart som beskrevs av Adolph Daniel Edward Elmer, Weeras. och Richard M.K. Saunders. Mitrephora multifolia ingår i släktet Mitrephora och familjen kirimojaväxter. Inga underarter finns listade i Catalogue of Life.